# Epiactis lisbethae
Epiactis lisbethae is een zeeanemonensoort uit de familie Actiniidae.
Epiactis lisbethae is voor het eerst wetenschappelijk beschreven door Fautin & Chia in 1986.